# Cárdenas, Nicaragua
Cárdenas là một khu tự quản thuộc tỉnh Rivas, Nicaragua. Khu tự quản Cárdenas có diện tích 227 ki lô mét vuông. Đến thời điểm năm 2005, huyện Cárdenas có dân số 6990 người.